# Nationale Bewegung für die Befreiung des Azawad

Flagge der MNLA

Das von der MNLA beanspruchte Azawad nimmt den gesamten nordöstlichen Teil Malis ein

Die Nationale Bewegung zur Befreiung des Azawad (tamasheq ⵜⴰⵏⴾⵔⴰ ⵏ ⵜⵓⵎⴰⵙⵜ ⴹ ⴰⵙⵍⴰⵍⵓ ⵏ ⴰⵣⴰⵓⴷ Tankra n Tumast ḍ Aslalu n Azawd; arabisch الحركة الوطنية لتحرير أزواد, DMG al-ḥaraka al-waṭanīya li-taḥrīr Azawād; französisch Mouvement national de libération de l’Azawad), abgekürzt MNLA, ist eine politische und militärische Organisation im malischen Azawad.
Die Kämpfer der Bewegung geben sich als Vertreter der Tuareg und aller Völker des Azawad. Sie kämpfen nach eigenen Angaben für die Unabhängigkeit des Azawad von Mali. Zwischen 2012 und 2013 führte die MNLA einen bewaffneten Sezessionskrieg, in dessen Verlauf sie zeitweilig den Norden Malis unter ihre militärische Kontrolle brachte.

## Geschichte

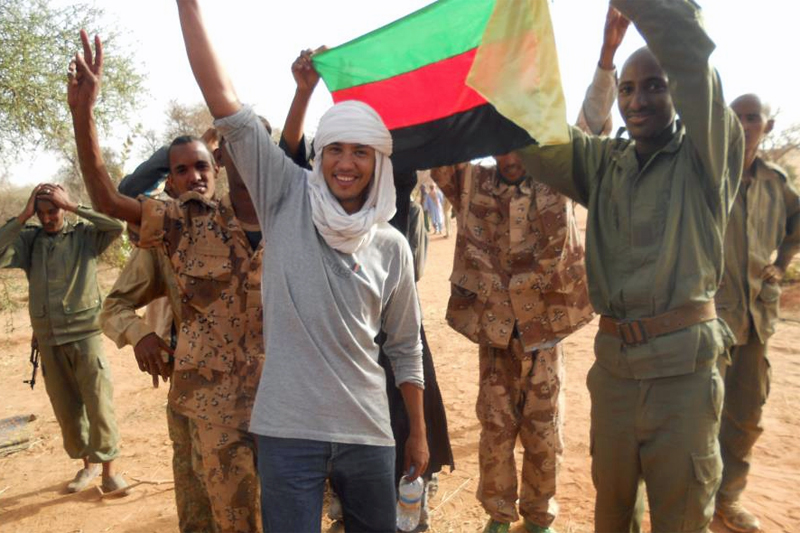
Rebellen der MNLA mit der Flagge des Azawads

Während des Bürgerkriegs in Libyen sollen tausende Angehörige der Tuareg auf Seiten Muammar al-Gaddafis gekämpft haben. Viele waren nach den gescheiterten Tuareg-Rebellionen der vergangenen beiden Jahrzehnte bereits vor dem Bürgerkrieg im Dienst der Streitkräfte Libyens. Als die Niederlage der gaddafitreuen Truppen im libyschen Bürgerkrieg immer wahrscheinlicher wurde, begannen Tuareg-Kämpfer im Oktober 2011 von Niger kommend die malische Grenze zu überschreiten. Diese Verbände standen unter dem Befehl eines ehemaligen Oberst der libyschen Streitkräfte, Ag Mohammed Najem, welcher der Tuareg-Stammesgruppe der Kel Ifoghas angehören soll.
Ag Mohammed Najem ist ein Cousin des Tuareg-Führers Ibrahim Ag Bahanga, der 2009 nach der Niederschlagung eines Tuareg-Aufstands nach Libyen geflüchtet war und am 26. August 2011 starb, als er wieder nach Mali zu gelangen versuchte. Nach offiziellen Angaben der Regierung in Bamako starb er bei einem Autounfall; Beobachter des privatwirtschaftlichen Nachrichtendienstes STRATFOR äußerten die Vermutung, er sei durch eine von US-Militärberatern ausgebildete malische Antiterroreinheit getötet worden. Nach eigenen Angaben sieht sich die MNLA als Nachfolger ehemaliger Tuareg-Organisationen wie der Vereinigten Front des Azawad, welches am Aufstand der 1990er beteiligt war, und der Tuareg-Bewegung von Nord-Mali unter Ibrahim Ag Bahanga und vereinigt die verbliebenen Kämpfer dieser Verbände in ihren Reihen.
Nach ihrer Rückkehr und dem Beginn der Auseinandersetzungen wurden zunächst mehrere Orte im Grenzgebiet zu Niger und Mauretanien von der MNLA kampflos übernommen. Bei der Einnahme von Adjelhoc am Adrar-Plateau Ende Januar 2012 töteten sie mehrere Dutzend Regierungssoldaten. Insgesamt sollen 80 bis 100 Menschen ums Leben gekommen sein, darunter auch Zivilisten. Die Regierung Malis rief deshalb den Internationalen Strafgerichtshof an. In der Folge kam es zu Protesten, unter anderem in Bamako, und zu Pogromen gegen Angehörige der Tuareg. Anfang Februar 2012 eroberte die MNLA die an der einzigen größeren Straße zwischen Mali und Algerien gelegenen Orte Tessalit und Tinzawaten. Zeitgleich eroberte die Malische Armee Gebiete an der Grenze zu Mauretanien zurück.
Am 21. März 2012 begann in Mali ein Putsch, bei dem Soldaten der malischen Streitkräfte unter Führung von Hauptmann Amadou Sanogo die Macht übernahmen. Die Putschisten warfen der Regierung von Präsident Amadou Toumani Touré Unfähigkeit bei der Bekämpfung des Aufstandes der Tuareg vor. Die MNLA konnte unterdessen weitere Städte im Norden unter ihre Kontrolle bringen, auch, weil sich die malische Armee überwiegend aus der Region zurückzog. Am 30. März wurde die Stadt Kidal erobert, am 31. März wurde die Garnisonsstadt Gao übernommen, am 1. April war auch Timbuktu unter der Kontrolle der Tuareg. Damit war der Azawad unter ihrer Kontrolle und die Offensive wurde am 5. April eingestellt.
Am 6. April rief die MNLA einseitig die Unabhängigkeit des Azawad aus. Eine Anerkennung durch andere Staaten fand nicht statt. Die Nachbarstaaten kündigten an, die Eigenständigkeit des Azawad auch künftig nicht anzuerkennen.
Die Allianz der MNLA mit der islamistischen Gruppe Ansar Dine zerbrach jedoch am 8. Juni an der Weigerung der säkularen MNLA, die Scharia anzuerkennen, und die Islamisten vertrieben die MNLA aus den Städten, um dort die Scharia durchzusetzen. Am 28. Juni musste die MNLA nach Kidal auch Gao und Timbuktu wieder verlassen.
Am 18. Juni 2013 schlossen MNLA und Regierung eine Waffenruhe.

## Verbindungen zu islamistischen Gruppen
Die Verbindungen der MNLA zu Al-Qaida im Maghreb (AQMI) werden als umstritten angesehen. Zu Beginn des Tuareg-Aufstands sollen die Tuareg gegen AQMI-Gruppen gekämpft haben, während des Vorrückens nach dem Putsch in Mali im März 2012 wird dagegen von gemeinsamen Operationen mit der Al-Qaida nahestehenden islamistischen Gruppe Ansar Dine berichtet. Nach der Unabhängigkeitserklärung des Azawad sollen islamistische Gruppen die Einheiten der MNLA aus einigen Städten vertrieben und die Scharia ausgerufen haben. Ein Sprecher von Ansar Dine teilte mit, dass die Unabhängigkeit des Azawad nicht anerkannt werde, da die Revolution der Tuareg nicht im Namen des Islam stattfinde. Die MNLA hatte dagegen erklärt, der neue Staat solle „im Einklang mit den Grundsätzen der Vereinten Nationen stehen“.
Im Mai 2012 verständigten sich beide Seiten dazu, ihre Truppen zu vereinen und einen islamischen Staat in den von ihnen kontrollierten nördlichen Territorien zu errichten.
Wenige Tage später erklärten die Tuareg-Rebellen die Übereinkunft für nichtig.